# 空気圧式蓄音機

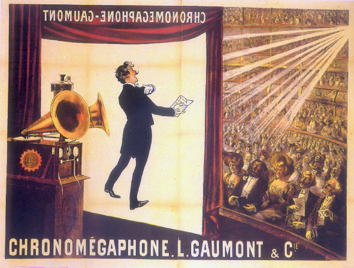
GaumontがトーキーでChronomégaphoneを使用している1908年の広告

圧縮空気式蓄音機(compressed air grammophone)とは、圧縮空気および空気圧式アンプを用いて音を増幅する蓄音機である。
最も初期のものは英国のエンジニア、チャールズ・アルジャーノン・パーソンズによるAuxetophoneである。 。これはブラックプールタワーの上から十分な音量で音楽を放送することが可能で、観客席の前列にいた聴衆が立ち去ってしまうほどには大きな音が出せたと言われている。
Auxetophoneはその後米国内でVictor Auxetophoneとして販売された。
空気圧増幅器 は繊細なバルブを利用して、小さな力で空気の流れを制御することで実現される。基本的な仕組みとして、空気の流れる管の中に2つの互い違いに配置された櫛状の部品を使っており、片方の櫛が針の振動に応じて動き、2つの櫛の重なり具合からなる開口面積が変化することで流れる空気の流量が変化し、増幅された音として発せられる。
レオン・ゴーモンは初期のトーキーにおいて Chronomégaphoneという大ホールでの録音音源の再生のために設計された圧縮空気式蓄音機を使用した。 
その他の圧縮空気式蓄音器としては Elgéphoneがある。